# Dendrobium ciliatilabellum
Dendrobium ciliatilabellum är en orkideart som beskrevs av Gunnar Seidenfaden. Dendrobium ciliatilabellum ingår i släktet Dendrobium, och familjen orkidéer.
Artens utbredningsområde är Thailand. Inga underarter finns listade i Catalogue of Life.